# Monster: The Lizzie Borden Story
Monster: The Lizzie Borden Story é a quarta temporada da série de televisão Monster, da Netflix. A temporada está prevista para estrear em 2026.

## Elenco e personagens
- Ella Beatty como Lizzie Borden
- Rebecca Hall como Abby Borden
- Vicky Krieps como Bridget Sullivan

## Produção

### Desenvolvimento
Em 7 de julho de 2025, Monster foi renovada para a quarta temporada e abordará a história de Lizzie Borden que assassinou o pai e a madrasta.

### Seleção de elenco
Em 28 de julho de 2025, Ella Beatty, Rebecca Hall e Vicky Krieps juntaram-se ao elenco da temporada. Ella interpretará Lizzie Borden, Rebecca interpretará Abby Borden, madrasta de Lizzie, e Vicky interpretará Bridget Sullivan, empregada da família Borden.